# 安德里伊夫卡 (波爾塔瓦市鎮)
49°37′44″N 34°25′11″E / 49.62889°N 34.41972°E
安德里伊夫卡（烏克蘭語：Андріївка）是位於烏克蘭中部的村莊，由波爾塔瓦州波爾塔瓦區的波爾塔瓦市鎮負責管轄。該村處於波盧濟爾亞河畔，分別距離佐里夫卡1.5公里和帕達爾基1公里，海拔高度127米，2001年人口163。